# 约翰·沙利文 (殖民地官员)
约翰·沙利文（英語：John Sullivan，1788年6月15日—1855年1月16日），是英国国会议员约翰·沙利文之子，主要任职于英属印度。在其倡议下，茶叶种植在印度得到普及，对印度茶叶产区尼爾吉里斯縣和乌塔卡蒙德市做出极大贡献，当地有纪念其的活动。